# Hrib pri Rožnem Dolu
Hrib pri Rožnem Dolu – wieś w Słowenii, w gminie Semič. W 2018 roku pozostawała niezamieszkana.